# Tollaslabda

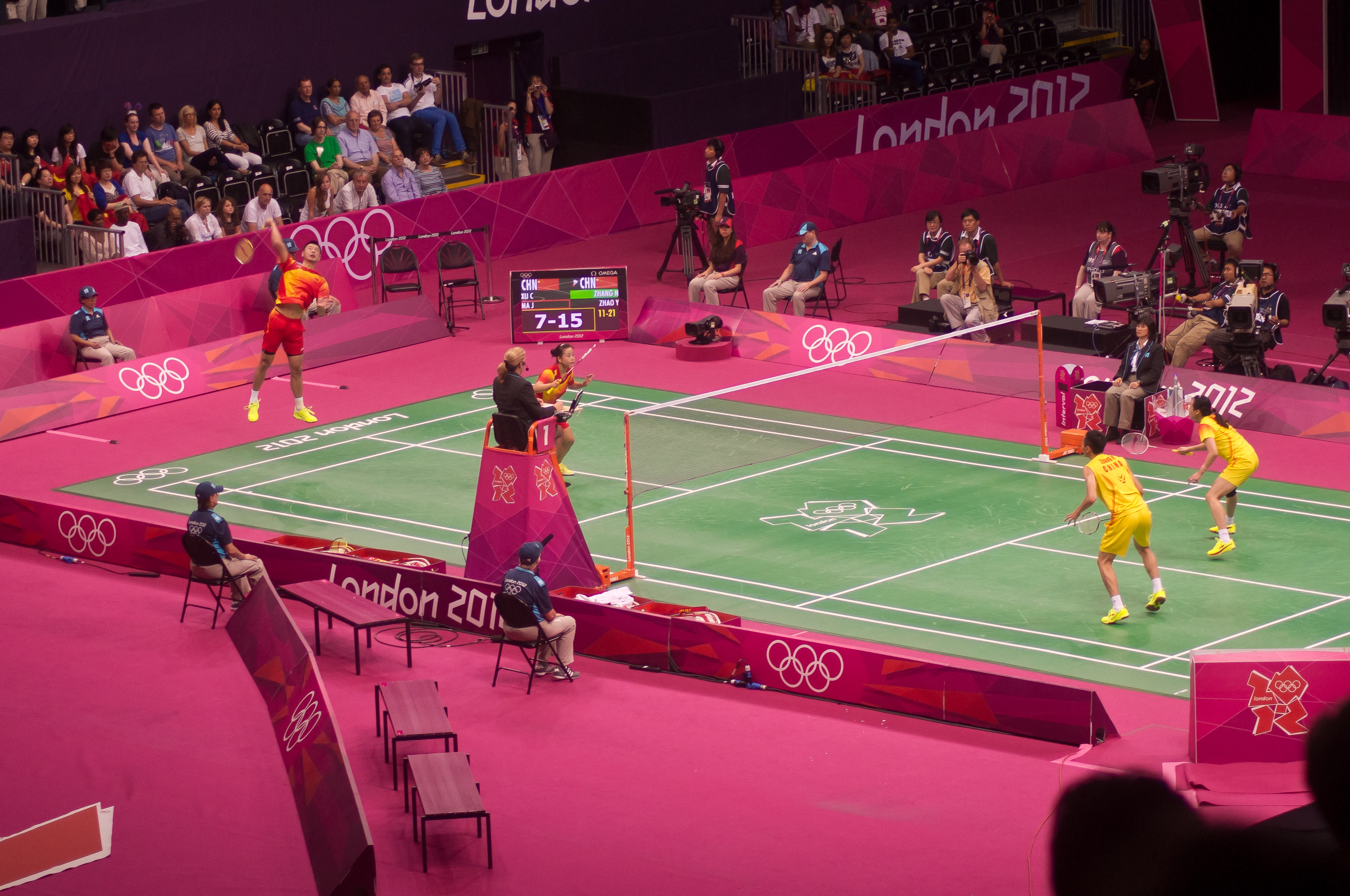
A 2012-es olimpia tollaslabda vegyespáros döntője

A tollaslabda ütővel játszott játék, melyet egymással szemben álló két játékos (egyéni), vagy két-két játékos (páros) játszik. Az ellenfelek egy téglalap alakú pálya két felén foglalják el helyüket, amelyeket háló választ egymástól. (A tollaslabda angol neve badminton.)
A játékban használt labda egy tollakkal ellátott, kis labda, amely különleges aerodinamikai tulajdonságokkal rendelkezik. Tollai miatt más labdákhoz viszonyítva sokkal hamarabb veszít sebességéből. Mivel repülését erősen befolyásolja a szél, a versenyeket mindig teremben rendezik. Létezik hobbiváltozata is, amelyet szabadtéren is játszhatnak, kertekben, strandokon és udvarokon.
A tollaslabda az 1992. évi nyári olimpiai játékok óta hivatalosan is olimpiai sportág, jelenleg öt versenyszámmal: férfi és női egyes, férfi és női páros, valamint vegyes páros.
A tollaslabda egy ősi gyermekjátékból ered: néprajzi párhuzama még a kőkorszaki körülmények között élő busmanok között is fellelhető, ahol kis gumóba tűztek tollakat és bottal ütögették annak érdekében, hogy minél tovább a levegőben maradjon.

## Pontozás
A pontozási rendszer 2006 májusában megváltozott, a kiszámíthatóbb játékidő és a könnyebb követhetőség érdekében. A legfőbb változás az, hogy a labdamenetek végén bárki szerezhet pontot, nemcsak az adogató fél. Ezzel egyidőben az egy játszma megnyeréséhez szükséges pontszámot 21-re növelték.

### Alapok
Minden játszmát 21 pontig játszanak, minden labdamenet végén az azt megnyerő egy pontot ér el. A mérkőzést két nyert játszmáig játsszák.
Adogatáskor az adogató és a fogadó fél az átellenes adogatótérben foglal helyet. Az adogatónak úgy kell megütnie a labdát, hogy az beavatkozás nélkül a fogadóterületre essen. Ez a szisztéma a teniszhez hasonló, az alábbi eltérésekkel:
- a labdát derékvonal alatt kell megütni
- a labdát nem szabad feldobni
- az adogató játékos az adogatótéren belül helyezkedik el
- adogatás során a térfél bal oldalán álló játékos nyit, majd ha pontot szerez, átmegy a jobb oldalra (páros pontszám esetén jobb oldalról, páratlan pontszám esetén bal oldalról történik a nyitás)

Egyéni mérkőzésen az adogató fél páros pontszámkor a jobb oldali, páratlan pontszám esetén a bal oldali adogatótérből indítja el a labdát.
Párosok esetén, amennyiben az adogató fél megnyeri a labdamenetet, az adogatást ugyanaz a játékos folytatja, miután partnerével oldalt váltanak. Ha a fogadó fél nyeri a labdamenetet, az adogatást is elnyeri; páros pontszám esetén a jobb, páratlan esetén a bal oldali játékos adogat.
Amikor a pontszám eléri a 20-20-at, a játék addig folytatódik, míg legalább 2 pontnyi különbség ki nem alakul, de maximum 30 pontig folytatódik a játszma (a 30-29 a játszma végét jelenti).

### Hibák
A labdamenet végén alapvetően az nyer pontot, aki úgy üti meg a labdát, hogy az az ellenfél térfelén földet ér. A pontszerzés másik esete az, ha az ellenfél hibát követ el. A hibák a következők lehetnek:
- a megütött labda a játéktéren kívül ér földet
- az adogató nem a derékvonala alól üt, illetve az ütőjének feje nem lefelé mutat
- az adogató nem a labda fejét üti meg először
- a labda megütése előtt valamelyik fél felemeli a lábát (csak adogatásnál)
- az ütő fél nem csak egyszer üt a labdába
- a labda plafont ér
- a játékos ütője a hálóhoz ér
- a labda a játékos testét érinti

## Felszerelés, kellékek

### Az ütő

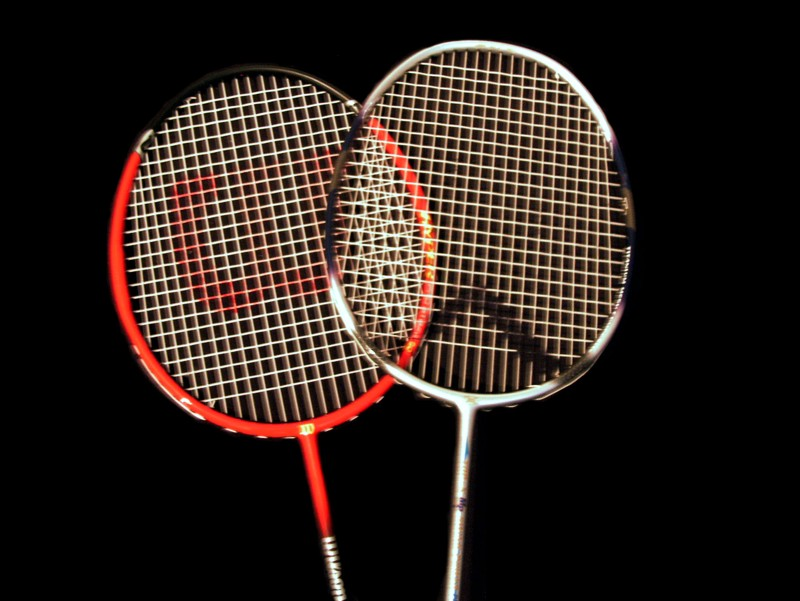
Az ütő

A tollaslabdához használt ütők rendkívül könnyűek; a legkiválóbb minőségű modellek súlya húrok nélkül mindössze 70–100 gramm között van. Ezek általában szénszálas kompozitból készülnek, amely rendkívül kedvező súly–szilárdság arányt biztosít. Korábban, illetve az olcsóbb kategóriás ütők esetében ma is gyakran alkalmaznak könnyűfémeket, például alumíniumot. A legelső ütők fából készültek, ám ezek gyártása mára teljesen megszűnt.

### A labda

A labda

A labda fontos része a sportágnak. Ennek a végén tollszerű gumiból vagy műanyagból készített rész van. Az eleje pedig gumiból készült és félgömb alakú.
Az erre vonatkozó szabályok:
- A labda készülhet eredeti tollakból, illetve műanyagból, azonban mindkét esetben ugyanolyan repülési tulajdonságokkal kell bírnia, mint a bőrrel borított parafa fejű, eredeti tollakból készült labdának.
- Eredeti toll-labda
  - A labda 16 db, a fejbe fixen rögzített eredeti tollból készül.
  - A tollak hossza egyöntetűen 62–70 mm, a fejbe való rögzítéstől a toll végéig mérve.
  - A kosár legnagyobb átmérője 58–68 mm.
  - A tollakat fonallal vagy más tartós anyaggal egymáshoz rögzíteni kell.
  - A fej 25–28 mm átmérőjű, kör keresztmetszetű, alul lekerekített legyen.
  - A labda tömege 4,74–5,50 gramm legyen.

- Nem eredeti toll-labda
  - Az eredetit utánozó labda műanyagból is készülhet költséghatékonyság miatt.
  - A fejnek meg kell felelnie az eredeti tollból készült labda fejének tulajdonságaival.
  - A méretek és a tömege meg kell feleljenek az eredeti tollból készült labda tulajdonságainak. Ezektől legfeljebb 10% eltérés engedélyezett.
- Különleges klimatikus viszonyok esetén, ha a szabványos labda alkalmatlan, az illető Nemzeti Szövetség engedélyével a fentiektől eltérő méretű labda is alkalmazható, feltéve, hogy az általános jellemzők és repülési tulajdonságok nem változnak.